# Zimbabwes fodboldlandshold
Zimbabwes fodboldlandshold repræsenterer Zimbabwe i fodboldturneringer og kontrolleres af Zimbabwes fodboldforbund.